# Mickaël Bethe-Selassié
Mickaël Bethe-Selassié, (Dire Dawa, Etiopía; 15 de febrero de 1951-París; 5 de diciembre de 2020) fue un escultor etíope reconocido por sus obras en papel maché.

## Vida y obra
Nació el 15 de febrero de 1951 en Dire Dawa, una pequeña ciudad en el este de Etiopía. Pasó su adolescencia en Addis Abeba. Cursó su educación secundaria en el Liceo Guébré-Mariam y tras graduarse en el año 1970 decidió emigrar de Etiopía. Al llegar a Francia, a la edad de veinte años, estudió física y química durante tres años. Siendo de naturaleza autodidacta, se dedicó a la escultura desde los treinta años hasta su muerte.
Su estudio estuvo situado en París, en el distrito 13. Algunas de sus obras se conservan en la colección del Museo Nacional de Arte Africano de Washington D. C.
Falleció el 5 de diciembre de 2020 en París. Tenía sesenta y nueve años.